# Noviherbaspirillum aurantiacum
Noviherbaspirillum aurantiacum es una especie de bacteria gramnegativa del género Noviherbaspirillum. Fue descrita en el año 2013. Su etimología hace referencia al color naranja. Anteriormente se describió como Herbaspirillum aurantiacum en el año 2012. Es aerobia y móvil por flagelo polar. Tiene un tamaño de 0,8-1,1 μm de ancho por 1,7-19 μm de largo. Catalasa y oxidasa positivas. Forma colonias circulares, convexas, opacas y naranjas en agar TSA tras 2 días de incubación. Temperatura de crecimiento entre 20-30 °C, óptima de 28 °C. Es sensible a los antibióticos: ampicilina, penicilina, cefuroxima, ciprofloxacino, eritromicina, gentamicina, neomicina, polimixina y tetraciclina. Resistente a cloxacilina. Tiene un contenido de G+C de 60,4%. Se ha aislado del suelo en Tenerife, España.